# TPTE
 (engl. Putative tyrosine-protein phosphatase) je enzim koji je kod ljudi kodiran TPTE genom.
TPIP je član velike klase za membranu vezanih fosfataza sa supstratnom specifičnošću za fosfat u 3-poziciji inozitolnih fosfolipida.

## Literatura
- Antonarakis SE (1998). „10 years of Genomics, chromosome 21, and Down syndrome.”. Genomics. 51 (1): 1—16. PMID 9693027. doi:10.1006/geno.1998.5335.
- Chen H; Rossier C; Morris MA;  . (2000). „A testis-specific gene, TPTE, encodes a putative transmembrane tyrosine phosphatase and maps to the pericentromeric region of human chromosomes 21 and 13, and to chromosomes 15, 22, and Y.”. Hum. Genet. 105 (5): 399—409. PMID 10598804. doi:10.1007/s004390051122.
- Guipponi M; Yaspo ML; Riesselman L;  . (2000). „Genomic structure of a copy of the human TPTE gene which encompasses 87 kb on the short arm of chromosome 21.”. Hum. Genet. 107 (2): 127—31. PMID 11030409. doi:10.1007/s004390000343.
- Wu Y; Dowbenko D; Pisabarro MT;  . (2001). „PTEN 2, a Golgi-associated testis-specific homologue of the PTEN tumor suppressor lipid phosphatase.”. J. Biol. Chem. 276 (24): 21745—53. PMID 11279206. doi:10.1074/jbc.M101480200.
- Guipponi M; Tapparel C; Jousson O;  . (2002). „The murine orthologue of the Golgi-localized TPTE protein provides clues to the evolutionary history of the human TPTE gene family.”. Hum. Genet. 109 (6): 569—75. PMID 11810268. doi:10.1007/s004390100607.
- Strausberg RL; Feingold EA; Grouse LH;  . (2003). „Generation and initial analysis of more than 15,000 full-length human and mouse cDNA sequences.”. Proc. Natl. Acad. Sci. U.S.A. 99 (26): 16899—903. PMC 139241 . PMID 12477932. doi:10.1073/pnas.242603899.
- Gerhard DS; Wagner L; Feingold EA;  . (2004). „The status, quality, and expansion of the NIH full-length cDNA project: the Mammalian Gene Collection (MGC).”. Genome Res. 14 (10B): 2121—7. PMC 528928 . PMID 15489334. doi:10.1101/gr.2596504.